# Extinct
Extinct je deseti studijski album portugalskog gothic metal-sastava Moonspell. Album je 6. ožujka 2015. godine objavila diskografska kuća Napalm Records.

## Popis pjesama
Tekstovi: Fernando Ribeiro. 
| 1.    | »Breathe (Until We Are No More)« | 5:33 |
| 2.    | »Extinct«                        | 4:42 |
| 3.    | »Medusalem«                      | 5:06 |
| 4.    | »Domina«                         | 5:09 |
| 5.    | »The Last of Us«                 | 3:26 |
| 6.    | »Malignia«                       | 5:06 |
| 7.    | »Funeral Bloom«                  | 4:10 |
| 8.    | »A Dying Breed«                  | 4:29 |
| 9.    | »The Future Is Dark«             | 5:09 |
| 10.   | »La Baphomette«                  | 2:48 |
| 45:38 |                                  |      |

| Bonus pjesme s digipak inačice | Bonus pjesme s digipak inačice | Bonus pjesme s digipak inačice | Bonus pjesme s digipak inačice | Bonus pjesme s digipak inačice | Bonus pjesme s digipak inačice | Bonus pjesme s digipak inačice | Bonus pjesme s digipak inačice | Bonus pjesme s digipak inačice | Bonus pjesme s digipak inačice |
| Br.                            | Skladba                        | Trajanje                       |                                |                                |                                |                                |                                |                                |                                |
| ------------------------------ | ------------------------------ | ------------------------------ | ------------------------------ | ------------------------------ | ------------------------------ | ------------------------------ | ------------------------------ | ------------------------------ | ------------------------------ |
| 11.                            | »Until We Are No Less«         | 7:02                           |                                |                                |                                |                                |                                |                                |                                |
| 12.                            | »Doomina«                      | 4:49                           |                                |                                |                                |                                |                                |                                |                                |
| 13.                            | »Last of Them«                 | 5:23                           |                                |                                |                                |                                |                                |                                |                                |
| 14.                            | »The Past Is Darker«           | 5:42                           |                                |                                |                                |                                |                                |                                |                                |
| 68:34                          |                                |                                |                                |                                |                                |                                |                                |                                |                                |

## Zasluge
| Moonspell - Fernando Ribeiro – vokali - Miguel Gaspar – bubnjevi - Pedro Paixão – klavijature - Ricardo Amorim – dodatni vokali (na pjesmama 1, 3 i 9), gitara - Aires Pereira – bas-gitara Dodatni glazbenici - Mahafsoun – pripovijedanje - Yossi Sassi – buzuki (na pjesmi 3) - Jon Phipps – dodatna orkestracija (na pjesmama 2, 4, 6, 8, 9 i 10) - André Alvinzi – dodatno programiranje (na pjesmi 6) | Ostalo osoblje - Seth Siro Anton – naslovnica, ilustracije - Jens Bogren – produkcija, miksanje, mastering - David Castillo – snimanje (gitare i bas-gitare) - Linus Corneliusson – dodatno uređivanje - Sara Vilhena – dizajn - Edgar Keats – fotografija (sastava) |